# بتشو بازار
بتشو بازار (بالفارسية: بچو بازار) هي قرية تقع في قسم باهوكلات الريفي (مقاطعة تشابهار) في إيران. يقدر عدد سكانها بـ 177 نسمة بحسب إحصاء 2016.